# Maciej Cisło
Maciej Cisło (* 24. Juli 1947 in Olsztyn, Woiwodschaft Olsztyn; † 13. Mai 2023) war ein polnischer Schriftsteller, Lyriker und Übersetzer.

## Leben
Nach der Matura in Olsztyn studierte Maciej Cisło an der Technischen Universität in Warschau und beendete das Studium als Architekt. Im Jahr 1979 debütierte er in Warschau mit dem Gedichtband Zungen aus Plastik (Plastykowe języki). Als Mitarbeiter der Wochenzeitschrift Solidarność (Tygodnik „Solidarność“) wurde er nach der Ausrufung der Kriegsrechts am 13. Dezember 1981 inhaftiert und im Lager Warschau-Białołęka interniert. Danach war er Mitarbeiter der Zeitschrift Wezwanie. 
Im Jahr 1994 erhielt Maciej Cisło den Barbara-Sadowska-Literaturpreis (Nagroda Literacka im. Barbary Sadowskiej). Er war Mitglied des P.E.N. Polen, des Vereins der Polnischen Schriftsteller und als Dozent für kreatives Schreiben am Institut für Literaturforschung der Polnischen Akademie der Wissenschaften tätig. Maciej Cisło war mit Anna Janko verheiratet.

## Werke
Lyrik
- Plastykowe języki. Młodzieżowa Agencja Wydawnicza, Warszawa 1979.
- Okoliczniki są sprzyjające. Wydawnictwo Czytelnik, Warszawa 1982.
- Z domu normalnych. Niezależna Oficyna Wydawnicza, Warszawa 1985.
- Stan po. Wydawnictwo Czytelnik, Warszawa 1986.
- Było jutro, będzie wczoraj. Wydawnictwo Przedświt, Warszawa 1993.
- Bezczas i niemiejsce. Wydawnictwo Zielona Sowa, Kraków 2002.
- in der Anthologie: Übersetzung Henryk Bereska, Vorwort Adam Zagajewski: Das Unsichtbare lieben. Neue polnische Lyrik. Kirsten Gutke Verlag, Köln / Frankfurt 1998. ISBN 3-928872-28-1. (deutsch / polnisch)
- Kochaina. Wiersze używane i nowe. Wydawnictwo Nowy Świat, Warszawa 2006.
- Niższe studia.  Wydawnictwo Forma, Szczecin 2014.

Prosa
- Razem osobno. Eseje, komentarze, wiersze, dziennik 1989–1993. Pracownia, Ostrołęka 1994.
- Razem osobno. Wieloksiążka. Wydawnictwo Trio, Warszawa 1997.
- als Hrsg.: Wśród serdecznych przyjaciół. Najpie̜kniejsze wiersze dla dzieci. Zakłady Graficzne im. KEN (Bydgoszcz), Prószyński, Warszawa 2001.
- Błędnik. Wydawnictwo Forma, Szczecin 2012.

Übersetzungen (Auswahl)
- Barbara McCauley: Prywatne życie gwiazdy. Arlekin, Warszawa 2005.
- Anne Marie Winston: Szczęśliwy powrót. Arlekin, Warszawa 2007.
- Kate Walker: Narzeczona z Barcelony. Arlekin, Warszawa 2008.